# Drassodes kibonotensis
Drassodes kibonotensis är en spindelart som beskrevs av Albert Tullgren 1910. Drassodes kibonotensis ingår i släktet Drassodes och familjen plattbuksspindlar. Inga underarter finns listade i Catalogue of Life.